# Adra (Spagna)
Adra è un comune spagnolo situato nella comunità autonoma dell'Andalusia, alla foce del rio Adra sugli ultimi rilievi della Sierra de la Contraviesa.

## Geografia fisica
La costa è costituita dall'alternarsi di spiagge sabbiose e formazioni rocciose che si spingono fino al mare.
Nelle vicinanze della costa c'è una zona lagunare tutelata dalla "Reserva Natural de las Albuferas de Adra".

## Storia
Dagli scavi effettuati sulla collina di Montecristo che domina l'estuario del fiume sono emersi resti di un insediamento fenicio del IV secolo a.C.
Ai Fenici che la chiamarono Abdera seguirono i Cartaginesi e a questi i Romani già nel periodo repubblicano di Roma all'epoca delle guerre puniche.
Le invasioni dei barbari che passarono in Andalusia: Alani, Vandali che diedero il nome alla regione (Vandalusia), Visigoti già cristianizzati interessarono ovviamente anche Adra.
Documenti relativi al Concilio di Siviglia parlano della partecipazione di un vescovo di Adra e da ciò si deduce che Adra nel VI secolo doveva essere una località importante se era sede vescovile.
Fu comunque spesso sottoposta agli assalti dei pirati berberi che infestavano il Mediterraneo e dovette munirsi di mura e di torrioni via via modificati e rafforzati. Subì la dominazione araba e appartenne all'emirato di Almería. Nell'XI secolo di fronte ai continui attacchi della pirateria berbera la popolazione lasciò la costa e si stabilì nella vecchia Adra e nel retroterra. Dopo la Reconquista passò sotto il regno di Castiglia e ne seguì le sorti.
Nel 1505 Giovanna di Castiglia edificò i torrioni delle mura a difesa dalla pirateria berbera e dalla popolazione moresca stabilitasi all'interno nell'Alpujarra. A partire dal XVI secolo e, soprattutto nel XVII, grazie alla introduzione della coltivazione della canna da zucchero divenne porto dedicato all'esportazione verso Genova e altri porti del Mediterraneo e di conseguenza registrò un aumento della popolazione.
Nel 1839 furono abbattute le mura, di cui rimangono resti, per permettere l'espansione della città.

## Monumenti e luoghi d'interesse
- Parroquia de la Inmaculada Concepción, chiesa-fortezza con finestre a feritoia di stile barocco dei secoli XVI-XVIII.
- Ermita de San Sebastián, cappella del 1680 ampliata nel Settecento.
- Ermita de San Isidro, cappella del XVIII secolo.
- Resti delle mura della fortezza e delle torri dei secoli XIII-XV rinforzate su ordine della regina Giovanna di Castiglia nel XVI secolo.
- Iglesia de Nuestra Señora de las Angustias, del XVI secolo modificata nel XVIII.
- Casas del Marqués de los Gnecco, gruppo di case barocche del XVIII secolo attorno ad un patio appartenenti ad una famiglia genovese qui stabilitasi per esercitare un'attività commerciale.[1]
- Torre de Guainos, dei secoli XIII-XV.[2]

## Cultura

### Feste
San Sebastian il 21 gennaio, San Marcos il 25 aprile, Cruces de Mayo il 3 maggio con concorso a premi fra i quartieri che presentano la croce di fiori più bella, Noche de San Juan il 23 giugno, Virgen del Carmen il 16 luglio e san Nicolàs de Tolentino y Virgen del carmen dal 5 al 9 settembre.

## Economia
L'economia della cittadina si basa sulla modesta attività del porto, sulla pesca, su alcuni insediamenti di medio-piccole industrie, sul turismo e sull'agricoltura delle pianure retrostanti dedicata anche alla produzione di frutta esotica come ananas e avocado.